# Heidelbergi Egyetemi Kórház
A Heidelberg Egyetemi Kórház a legnagyobb és leghíresebb orvosi központok egyike Németországban. Szorosan kapcsolódik a Heidelberg University Medical School-hoz (Heidelbergi Egyetem Általános Orvostudományi Karához), amit 1388-ban alapítottak. Az egyetemi kórházat valójában 12 kórház alkotja, legtöbbjük az Új Kampusz (Heidelbergi Egyetem) területén helyezkedik el, a régi várostól körülbelül 10 percnyire autóval.

## Betegellátás
Évente körülbelül 700 000 beteget kezelnek a Heidelbergi Egyetemi Kórházban. A kórház különösen híres a rák kezeléséről. A közelmúltban alapították meg a Tumorbetegségek Országos Központját (NCT) a Német Rákkutatási központtal (DKFZ) együttműködve. Az NCT célja a különböző klinikai és alapvető tudományágak közötti átfogó együttműködéssel új, innovatív terápiás eljárások gyors végrehajtása. Egy jó példa a Heidelberg vezető szerepére a rákkutatás és kezelés fejlesztésében a HIT (nehézion-terápia). HIT hasznosítja a pásztázott nehézion sugarakat, úgymint a szénionokat, és úgy gondolják, hogy ez jobb gyógymód egyes ráktípusokra, összehasonlítva a szokásos foton sugárzással. Az új képesség a Heidelbergi Egyetemi Kórháznál egyedülálló a világon. A HIT sugárnyalábot egy 600 tonnás állvány segítségével irányítják, melyet forgatnak, hogy fókuszálják a sugarat. A hatalmas tömeg ellenére a fénysugár eltérése kevesebb mint fél milliméter. Annak érdekében, hogy ezt a pontosságot elérjék, az egész állványzatot állandó hőmérsékleten kell tartani. A felszerelés teljes költsége több mint 100 millió euró volt (2009).

## Kutatás
Heidelberg Orvosi egyetem egyike a legaktívabb orvosbiológiai kutató központoknak Németországban. Szoros a kapcsolat az Egyetemi Kórház és a különböző heidelbergi kutatóintézetek között, pl: a Német Rákkutató Központ, a Max Planck Intézet az orvosi kutatásért és az Európai Molekuláris Biológiai Laboratórium között.

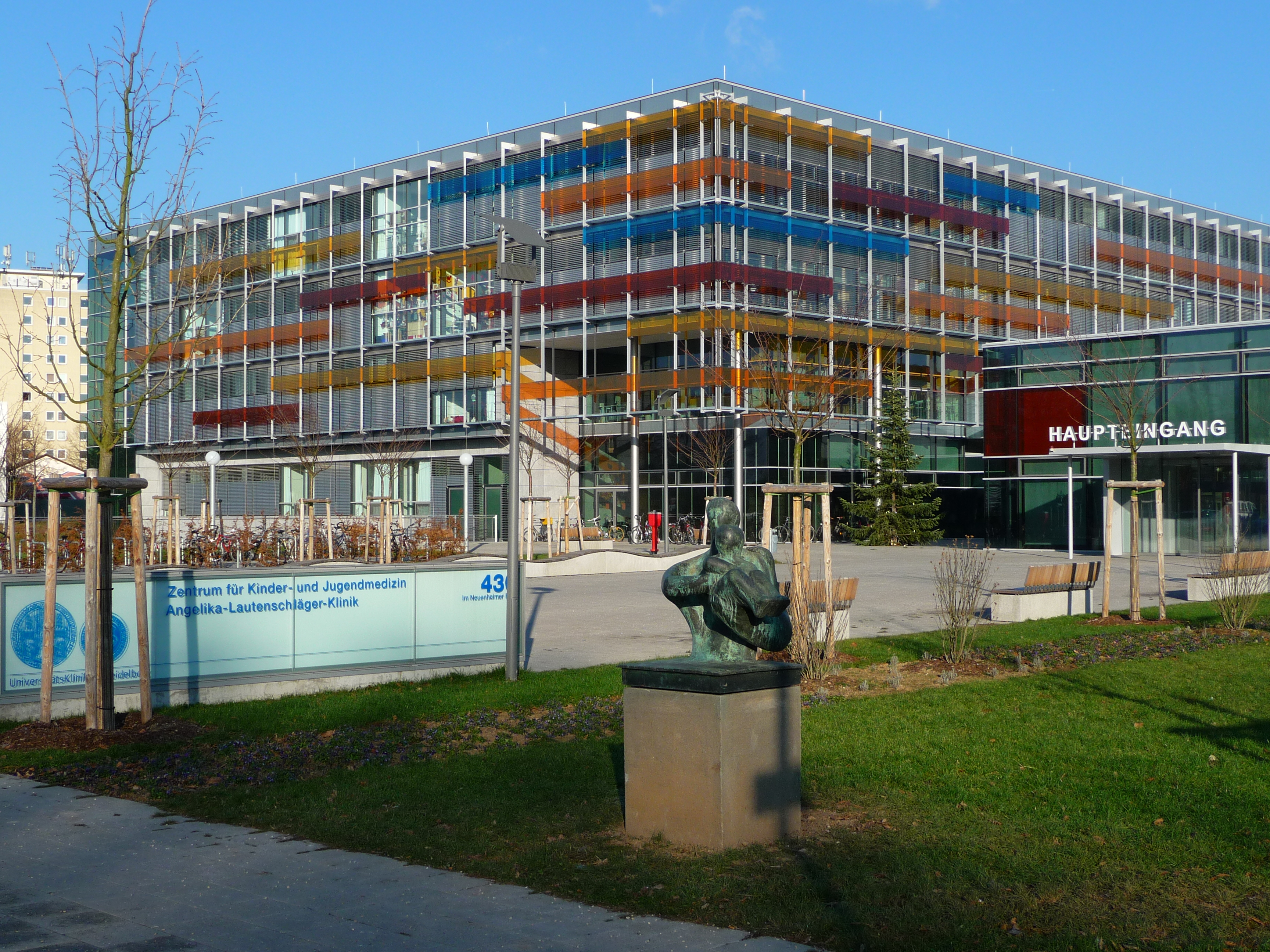
Gyermekkórház

## Orvosképzés
Heidelbergi Egyetem Orvosi kara a legversenyképesebb és ide a legnehezebb a bejutás a német orvosi karok közül, a felvételi arány 3,6 százalék (2008-ban). Orvosi diploma programja, (két év alap tudomány, amit egy vagy két lépcső követ, a német orvosi engedély vizsgájához, és négy év klinikai orvosi tanulmány) alapvető reformon ment át 2001-ben: 2001-től minden orvoshallgató a Heidelbergi Egyetemi kórházban, (ellentétben a Heidelberg Egyetem manheim-i Orvosi karával) egy megújított 6 év hosszúságú, HeiCuMed nevezetű kurzust folytat. (Heidelberg Orvoslási tanterv) Ez a diplomás képzés a Harvard Orvosi Iskola tantervének adaptált verziója.

## A kórház története
- 1386: A Heidelbergi Egyetem megalapítása I. Ruprecht választófejedelem által
- 1899: Ettől kezdve engedélyezett a nőknek az orvostudományok tanulása Heidelbergben

## Fordítás
- Ez a szócikk részben vagy egészben  az   University Hospital Heidelberg című angol Wikipédia-szócikk fordításán alapul.  Az eredeti cikk szerkesztőit annak laptörténete sorolja fel. Ez a jelzés csupán a megfogalmazás eredetét és a szerzői jogokat jelzi, nem szolgál a cikkben szereplő információk forrásmegjelöléseként.